# Chiến tranh hạt nhân

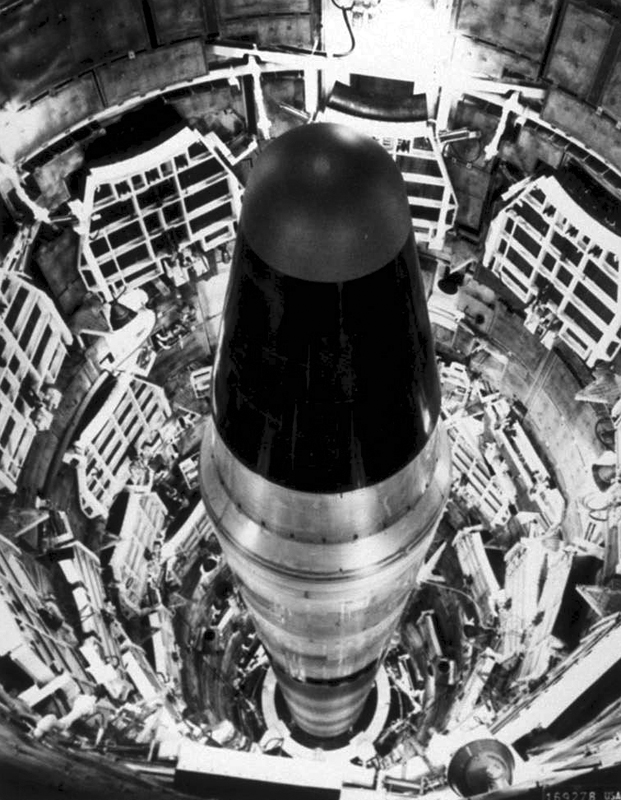
ICBM Titan II mang đầu đạn W53 Mt, khiến nó là vũ khí hạt nhân mạnh nhất của Hoa Kỳ trong thời Chiến tranh Lạnh.

Chiến tranh hạt nhân, hay chiến tranh nguyên tử, là chiến tranh mà trong đó vũ khí hạt nhân được sử dụng. Điều này cho đến nay chỉ mới diễn ra một lần, đó là vụ ném bom nguyên tử xuống Hiroshima và Nagasaki của Hoa Kỳ nhằm vào Đế quốc Nhật Bản tại thời điểm kết thúc Chiến tranh thế giới thứ 2. Ngày nay, thuật ngữ Chiến tranh hạt nhân thường dùng để chỉ các cuộc đối đầu giữa các bên có trang bị vũ khí hạt nhân. Khác với chiến tranh thông thường, chiến tranh hạt nhân có mức độ và phạm vi phá hủy lớn hơn nhiều và gây những hậu quả lâu dài trong nhiều năm, thậm chí nhiều thập kỷ sau cuộc chiến. Một cuộc chiến tranh hạt nhân trên quy mô lớn có thể dẫn đến sự hủy diệt tất cả các dạng sống trên Trái Đất.

## Các dạng chiến tranh hạt nhân
Khả năng sử dụng vũ khí hạt nhân trong các cuộc chiến tranh thường được chia làm hai nhóm, mỗi nhóm có hiệu ứng khác nhau và sử dụng loại vũ khí hạt nhân khác nhau.
Nhóm đầu tiên là một cuộc chiến tranh hạt nhân hạn chế: là việc sử dụng vũ khí hạt nhân trên quy mô nhỏ bởi một hay vài nhóm. "Chiến tranh hạt nhân hạn chế" thường có khả năng xảy ra nhất đối với hai siêu cường hạt nhân đánh vào các cơ sở quân sự của nhau để đánh phủ đầu đối phương hay chỉ là mào đầu chống một cuộc xâm lấn của đối phương sử dụng vũ khí thông thường. Nó cũng có thể chỉ một cuộc chiến tranh hạt nhân giữa các cường quốc hạt nhân nhỏ thiếu khả năng tấn công đòn quyết định lên đối phương. Thuật ngữ này áp dụng cho bất cứ sự sử dụng vũ khí hạt nhân hạn chế nào mà có thể đánh vào mục tiêu quân sự hoặc dân sự.
Nhóm thứ hai là một cuộc chiến tranh hạt nhân quy mô toàn diện, bao gồm việc sử dụng với số lượng lớn vũ khí hạt nhân tấn công toàn bộ một quốc gia, bao gồm cả mục tiêu quân sự và dân sự. Cuộc tấn công như vậy nhằm phá hủy toàn bộ kết cấu hạ tầng kinh tế, xã hội, quân sự của một quốc gia thông qua tấn công hạt nhân áp đảo. Cuộc tấn công hạt nhân trên quy mô toàn diện này khó có khả năng giới hạn trong hai quốc gia, đặc biệt là nếu một trong hai quốc gia đó là siêu cường hạt nhân. Nếu xảy ra cuộc chiến hạt nhân trên quy mô toàn diện như thế này thì có thể khiến cho loài người tuyệt chủng hoặc chỉ có một số ít sống sót (những người ở những vùng xa cuộc chiến) với mức sống và tuổi thọ chỉ tương đương với thời kỳ trước Trung cổ trong nhiều thế kỷ. Ngoài ra, nó cũng sẽ hủy diệt hệ sinh thái và tác động lớn đến khí hậu Trái Đất.
Một dạng thứ ba, thường không bao gồm trong cả hai loại trên là chiến tranh hạt nhân tình cờ, trong đó một cuộc chiến hạt nhân xảy ra một cách vô ý do các lỗi máy móc, điều khiển, thử nghiệm, nhầm lẫn con người. Một số kịch bản nêu trên có xảy ra trong thời Chiến tranh Lạnh nhưng không sự kiện nào dẫn đến giao chiến hạt nhân. Nhiều kịch bản như trên đã được đưa vào văn hóa đại chúng, như trong tiểu thuyết năm 1962 Fail-Safe và bộ phim năm 1964 Dr. Strangelove or: How I Learned to Stop Worrying and Love the Bomb.